# Operación Transformación 2023
La Operación Transformación 2023 fue una operación de la DIRCOTE que logró la desarticulación de Voluntad Transformadora, un organismo generado ligado a la Nueva Facción Roja de Sendero Luminoso y liderado por Juan Santos Romero, alias "JJ". Dicha agrupación operaba en Trujillo y se encargaba de adoctrinar a menores de edad en el Pensamiento Gonzalo y trabajo de captación de masas.

## Contexto
Voluntad Transformadora, bajo la fachada de una ONG, hizo su aparición pública en el año 2019, cuando realizaron una chocolatada donde entregaron juguetes a los niños del distrito de La Esperanza, departamento de La Libertad. Esta agrupación se presentó bajo el lema: "Servir al pueblo de todo corazón". El líder de la agrupación era Juan Santos Romero, quien estuvo preso por terrorismo desde el año 1994 siendo liberado en el año 2005 y tenía como sede un local de masajes. El modus operandi de la organización era presentarse como una organización de ayuda a los más necesitados para captar a militantes y adoctrinarlos.
En el año 2020, en una actividad realizada por Voluntad Transformadora por el día de la mujer, Santos Romero fue captado diciendo: "Acá en representación de Voluntad Transformadora, es nuestra organización política donde nosotros nos basamos en el marxismo, leninismo, maoísmo... Hay prisioneros políticos en nuestro país, que hasta ahora están condenados de por vida como nuestra compañera Elena Iparraguirre Revoredo… Pero, a pesar de ello, ella sigue luchando por el bien del pueblo a pesar de que muchos la tildaron de delincuente, de terrorista".
Además, los miembros de Voluntad Transformadora se encargaban de adoctrinar a menores de edad en el Pensamiento Gonzalo, siendo los niños puestos a cantar cánticos con mensajes senderistas.  En otra reunión de Voluntad Transformadora, fueron captados niños y adultos realizando arengas en donde decían: "¡Viva la voluntad transformadora, organización revolucionaria, antimperialista! ¡Producción nacional y trabajo para el pueblo! ¡Exigimos nueva Constitución política al servicio de pueblo! ¡Defender la vida de todos y todas socialistas y revolucionarios del mundo!".

## Operación
Tras una labor de inteligencia por parte de la DIRCOTE, el 19 de octubre de 2023 se dio inicio a la Operación Transformación 2023. En el transcurso de la operación, se logró la captura de Santos Romero y la incautación de banderas rojas, material de estudio sobre el Pensamiento Gonzalo, poemas de Elena Iparraguirre, una carta inédita de Abimael Guzmán y el rescate de 6 menores de entre 7 y 8 años. En total fueron capturadas 7 personas (4 hombres y 3 mujeres), quienes fueron trasladadas a Lima.